# 木卫十五
木衛十五又稱為「阿德剌斯忒亞」（英語：Adrastea），是木星的內圈衛星群當中離木星第二近及最小的衛星。木衛十五從探測器旅行者2号於1979年所拍攝的照片中被發現，成為首顆透過星際探測器而不是透過望遠鏡觀察所發現的衛星。木衛十五的官方名稱以希臘神話人物宙斯（相當於罗马神话的朱庇特）的養母阿德剌斯忒亚命名。
木衛十五是目前所知太阳系少數在軌道上運行的時間比母星自轉的時間還要來得短的衛星。木衛十五在木星環主環的邊緣上運行，且被認為是導致木星環組成最主要的根源。儘管在1990年代已派出伽利略号探测器來探測木衛十五，但科學家除了知道木衛十五的大小以及它與木星同步自轉，對其他方面的瞭解卻少之又少。

## 發現與觀察

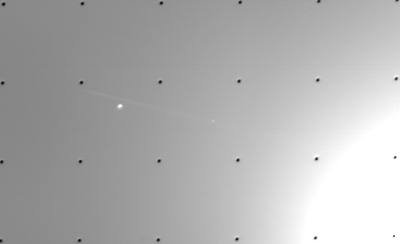
木衛十五被發現時的圖片，於1979年7月8日由航海家一號拍下。木衛十五是圖片中最中間的那一點，橫跨木星環的兩邊。

加州大学洛杉矶分校的教授大衛·朱維特與G·愛德華·丹尼爾森在探測器旅行者2号於1979年7月8號所拍下的照片中發現了木衛十五，並將它暫時命名為S/1979 J 1。雖然木衛十五在照片上看起來只有一個點的大小，卻是有史以來第一顆透過星際探測器所發現的衛星。木衛十五被發現後，科學家又陸續在旅行者1号幾個星期前所拍攝下來的照片中發現木星的內圈衛星群的其它兩顆衛星（分別為木卫十四與木卫十六）。1998年，伽利略号探测器經過木星時拍下了木衛十五的照片，雖然畫質不高，但仍能看出木衛十五的輪廓。國際天文聯會於1983年正式將木衛十五以希臘神話人物宙斯的養母阿德剌斯忒亚（一說是宙斯與祂的情婦阿南刻的女兒）命名。

## 物理性質
木衛十五的形狀非常不規則，大小為20乘16乘14公里。木衛十五的表面積估計在840到1,600平方公里之間，為內圈衛星群中最小的一顆衛星。目前，木衛十五的體積、組成成份及質量仍不為人所知，但如果它的平均密度與木卫五相似（約為0.86 公克/立方公分），則體積大約為2 × 1015公斤。木衛五可從它的平均密度中推出它由冰體構成，而孔隙率大約在10到15%之間。若木衛十五的平均密度與木衛五相似，則其他條件上可能與木衛五相同。
由於目前關於木衛十五的圖像的畫質都不高，因此仍無關於木衛十五表面的資料。

## 軌道
木衛十五是木星的內圈衛星群中體積最小且距離第二近的衛星。木衛十五主要在木星環主環的邊緣上運行，而運行軌道的半徑大約有129,000 公里，相當於木星赤道半徑的1.806倍。木衛十五是太陽系目前所知的衛星中，少數在軌道上運行的時間比母星自轉的時間還要來得短的衛星。另外兩個為離木星最近的衛星木卫十六及火星的衛星火卫一（福波斯）。木衛十五的軌道離心率及軌道傾角（相對於木星赤道夾角）皆特別小，分別為0.0015 and 0.03°。
由於木衛十五與木星同步自轉，代表它在繞著木星公轉時會隨著同步地自轉，所以木衛十五永遠只有一面會面向木星，另外一面則是永遠背向木星。木衛十五的長軸方向與木星平行，這個結構是消耗最低能源的。

### 引用來源
- John D. Anderson, Torrence V. Johnson, Gerald Schubert, Sami Asmar, Robert A. Jacobson, Douglas Johnston, Eunice L. Lau, George Lewis, William B. Moore, Anthony Taylor, Peter C. Thomas, Gudrun Weinwurm. . Science. 2005-05-27, 308 (5726): 1291–1293  [2018-04-02]. ISSN 0036-8075. doi:10.1126/science.1110422. （原始内容存档于2018-06-03） （英语）.
- Joseph A. Burns, Mark R. Showalter, Douglas P. Hamilton, Philip D. Nicholson, Imke de Pater, Maureen E. Ockert-Bell, Peter C. Thomas. . Science. 1999-05-14, 284 (5417): 1146–1150  [2018-04-02]. ISSN 0036-8075. doi:10.1126/science.284.5417.1146. （原始内容存档于2018-06-03） （英语）.
- Burns, Joseph A.; Simonelli, Damon P.; Showalter, Mark R.; Hamilton, Douglas P.; Porco, Carolyn C.; Throop, Henry; Esposito, Larry W.  (PDF). Bagenal, Fran; Dowling, Timothy E.; McKinnon, William B.  (编). . Cambridge University Press: 241–262. 2004  [2013-12-25]. Bibcode:2004jpsm.book..241B. ISBN 978-0-521-81808-7. （原始内容存档 (PDF)于2006-05-12）.
- Evans, M. W.; Porco, C. C.; Hamilton, D. P. . Bulletin of the American Astronomical Society. September 2002, 34: 883. Bibcode:2002DPS....34.2403E.
- David C. Jewitt, G. Edward Danielson, Stephen P. Synnott. . Science. 1979-11-23, 206 (4421): 951–951  [2018-04-02]. ISSN 0036-8075. doi:10.1126/science.206.4421.951. （原始内容存档于2018-06-02） （英语）.
- Marsden, Brian G. . IAU Circular. February 25, 1980, 3454  [2012-03-28]. （原始内容存档于2017-09-29）.
- Marsden, Brian G. . IAU Circular. September 30, 1983, 3872  [2012-03-28]. （原始内容存档于2011-07-25）.
- Maureen E. Ockert-Bell, Joseph A. Burns, Ingrid J. Daubar, Peter C. Thomas, Joseph Veverka, M.J.S. Belton, Kenneth P. Klaasen. . Icarus: 188–213.   [2018-04-02]. doi:10.1006/icar.1998.6072. （原始内容存档于2018-06-04）.
- P.C. Thomas, J.A. Burns, L. Rossier, D. Simonelli, J. Veverka, C.R. Chapman, K. Klaasen, T.V. Johnson, M.J.S. Belton. . Icarus: 360–371.   [2018-04-02]. doi:10.1006/icar.1998.5976. （原始内容存档于2018-06-02）.

## 外部連結
- 太空總署太陽系探測的 （页面存档备份，存于）